# Mikolas Josef
Mikolas Josef (prononcé en tchèque : [ˈmɪkolaːʃ ˈjozɛf]), né le 4 octobre 1995, également connu sous son prénom Mikolas, est un chanteur tchèque. Il représente son pays à l'Eurovision 2018, où il se classe 6e, le meilleur résultat tchèque de l'histoire du concours.

## Biographie
En 2017, Mikolas Josef est approché pour représenter la Tchéquie à l'Eurovision 2017, mais il décline la proposition.
L'année suivante il participe à la finale nationale du pays et termine premier des votes du jury et du public, devenant ainsi le représentant tchèque à l'Eurovision 2018 avec sa chanson Lie to Me.
Mikolas Josef se qualifie lors de la première demi-finale le 8 mai, et participe donc à la finale, le 12 mai. Il finit sixième, la meilleure place de son pays à ce jour.

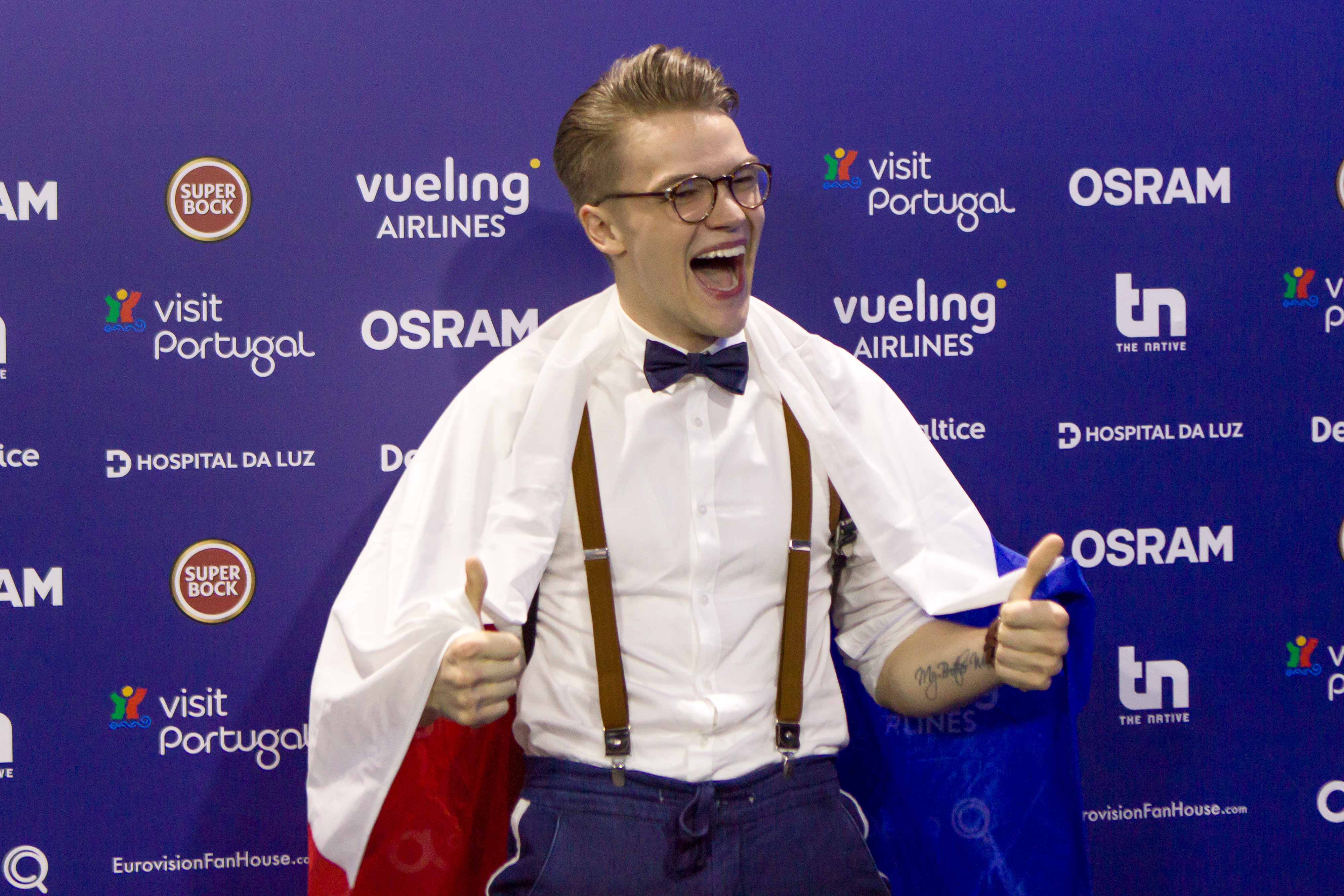
Mikolas Josef au concours Eurovision de la chanson 2018.

## Discographie

### Singles
| Année                                                                | Chanson                                               | Classement des ventes  | Classement des ventes | Classement des ventes | Classement des ventes | Classement des ventes  | Classement des ventes | Classement des ventes | Classement des ventes | Classement des ventes | Certifications |             |
| Année                                                                | Chanson                                               | Drapeau de la Tchéquie | (Dig.)                | Drapeau de l'Autriche | Drapeau de la France  | Drapeau de l'Allemagne | Drapeau de la Pologne | Drapeau de l'Écosse   | Drapeau de l'Espagne  | Drapeau de la Suède   | Certifications |             |
| -------------------------------------------------------------------- | ----------------------------------------------------- | ---------------------- | --------------------- | --------------------- | --------------------- | ---------------------- | --------------------- | --------------------- | --------------------- | --------------------- | -------------- | ----------- |
| 2015                                                                 | Hands Bloody                                          | -                      | -                     | -                     | -                     | -                      | -                     | -                     | -                     | -                     |                | Hors albums |
| 2016                                                                 | Free                                                  | 15                     | -                     | -                     | -                     | -                      | -                     | -                     | -                     | -                     |                | Hors albums |
| 2016                                                                 | Believe (Hey Hey)                                     | -                      | -                     | -                     | -                     | -                      | -                     | -                     | -                     | -                     |                | Hors albums |
| 2017                                                                 | Lie to Me                                             | 52                     | 2                     | 9                     | 122                   | 29                     | -                     | 56                    | 39                    | 21                    |                | Hors albums |
| 2018                                                                 | Me Gusta (en)                                         | 7                      | 10                    | -                     | -                     | -                      | -                     | -                     | -                     | -                     |                | Hors albums |
| 2019                                                                 | Abu Dhabi (en)                                        | -                      | 22                    | -                     | -                     | -                      | -                     | -                     | -                     | -                     |                | Hors albums |
| 2019                                                                 | Acapella (en) (ft. Fito Blanko (en) & Frankie J (en)) | 1                      | 20                    | -                     | -                     | -                      | 2                     | -                     | -                     | -                     | Or             | Hors albums |
| 2019                                                                 | Colorado (en)                                         | 46                     | 64                    | -                     | -                     | -                      | 5                     | -                     | -                     | -                     |                | Hors albums |
| 2020                                                                 | Lalalalalalalalalala (en)                             | 18                     | 29                    | -                     | -                     | -                      | 21                    | -                     | -                     | -                     |                | ONE         |
| 2023                                                                 | Boys Don't Cry                                        | 98                     | 55                    | -                     | -                     | -                      | -                     | -                     | -                     | -                     |                | ONE         |
| 2023                                                                 | Delilah (avec Mark Neve)                              | -                      | 10                    | -                     | -                     | -                      | 30                    | -                     | -                     | -                     |                | ONE         |
| 2023                                                                 | Never Get Over You                                    | 98                     | -                     | -                     | -                     | -                      | -                     | -                     | -                     | -                     |                | ONE         |
| "-" signale un single qui n'a pas été classé ou qui n'est pas sorti. |                                                       |                        |                       |                       |                       |                        |                       |                       |                       |                       |                |             |